# 高木紗友希
高木紗友希（1997年4月21日—），Hello! Pro研修生第八期成員，曾是Hello! Project旗下女子偶像團體Juice=Juice的成員。
隸屬於UP-FRONT AGENCY旗下公司。2013年夏天正式出道。血型為A型，身高156公分。
2009年便加入Hello! Project Egg，在Juice=Juice中的演藝資歷僅次於宮本佳林。

## 簡歷

### 2009
- 11月23日，於「2009ハロー！プロジェクト新人公演11月～横浜FIRE！～」活動中，發表成為Hello! Project Egg第八期成員。

### 2010
- 10月16日，上映與新垣里沙、中島早貴及同為egg的佐藤綾乃主演的『毛骨悚然撞鬼經驗』3D劇場版[2]。

### 2012
- 1月11日，開始播出與早安家族成員共演的電視劇『数学♥女子学園』。

### 2013
- 2月3日，「Hello! Project 誕生15周年記念Live 2013冬」中發表組成團體，第一彈成員為宮本佳林、高木紗友希、大塚愛菜、植村あかり、金澤朋子，以及SATOYAMA MOVEMENT組合GREEN FIELDS成員宮崎由加。組合有增加或刪減成員的可能。[3]
- 2月25日，製作人淳君在部落格發表了新團體的名稱及團名含意。[4]
- 4月3日，發行第一張獨立製作單曲「在我說之前 請抱緊我」，於4月15日的日本公信榜單曲週榜取得第25名。是早安家族中首個以第一張獨立製作單曲就登上公信榜週榜的組合。
- 4月24日，開設官方Ameba部落格。
- 6月13日，於第三張獨立製作單曲「攀登到天空去!」發行活動中，淳君宣佈Juice=Juice於夏天正式出道[5]。

### 2021
- 2月12日，因為被拍到與男性出雙入對而突然宣布離隊。

## 特徵
- 一直以來憧憬的前輩是早安少女組第六期的田中麗奈。
- 曾說過對自己的長相沒自信，但也努力的展現，想讓大家看到自己閃閃發亮的地方[6]。
- 最喜歡的興趣是唱歌，也是團中的副主唱之一。
- 喜歡的食物是酪梨；討厭的食物是魚板[7]。
- 拿手的科目是國語；不拿手的科目則是數學[8]。

## 出演

### TV
- 数学♥女子学園（2012年1月11日～3月28日、日本テレビ系）- 舞浜はる 役。

### 映画
- ほんとうにあった怖い話3D劇場版（毛骨悚然撞鬼經驗）第3話「誰かいる」（2010年10月16日上映）- 倉田明日香 役。

### 舞台劇
- 空間ゼリーvol.12 『今がいつかになる前に』（2010年10月30日～11月7日、池袋シアターグリーン BIG TREE）- 福本彩乃 役。
- 『リボーン～命のオーディション～』（2011年10月8日～17日、全労済ホール スペースゼロ）- コウノトリ 役。

## 所屬團體
- Hello! Pro研修生（2009年～2013年）
- Juice=Juice（2013年～2021）

## 作品
- 獨立製作時期發行單曲

1. 私が言う前に抱きしめなきゃね（2013年4月3日）
2. 五月雨美女がさ乱れる（2013年5月5日會場先行發售；6月12日一般發售)
3. 天まで登れ!（2013年6月12日）

- 正式單曲

1. ロマンスの途中（2013年－月－日）

## 外部連結
- Juice=Juice Hello!Project官方頁面 （页面存档备份，存于）
- Juice=Juice YouTube官方頁面 （页面存档备份，存于）
- Juice=Juiceオフィシャルブログ  （页面存档备份，存于）
- ハロプロ研修生 Official YouTube Channel  （页面存档备份，存于）